# Joseph Kleutgen
Joseph Kleutgen, född 9 september 1811 i Dortmund, Tyskland, död 13 januari 1883, var en tysk katolsk teolog och jesuit.
Kleutgen var från 1843 lärare vid det tyska prästseminariet Collegium Germanicum i Rom. Ett av hans mest kända verk är Die Theologie der Vorzeit verteidigt. 
Kleutgen kom att ha ett dominerande inflytande över påve Leo XIII:s encyklika Aeterni Patris (1879), genom vilken Thomas av Aquinos läror och doktriner gjordes till huvudobjekt för alla studier i katolska skolor och seminarier. Kleutgen förordade med emfas ett återupplivande av Thomas läror, nythomism, men även av skolastiken i stort, nyskolastik.